# Stefania Liberakakis
Stefania Liberakakis (em grego: Στεφανία Λυμπερακάκη, romanizado: Stefanía Lymperakáki; Utreque, Países Baixos; 17 de dezembro de 2002), conhecida simplesmente como Stefania, é uma cantora, atriz  e criadora de conteúdo para o YouTube greco-neerlandesa. É ex-integrante do grupo feminino «Kisses», que representou os Países Baixos no Festival Eurovisão da Canção Júnior em 2016. Em 2020, foi selecionada internamente para representar a Grécia no Festival Eurovisão da Canção 2020 com a música «Supergirl», mas nesta edição de o concurso foi cancelado posteriormente devido à pandemia de COVID-19. Por esta razão, a rádio e televisão pública grega decidiu que Stefania iria representar a Grécia no concurso em 2021, onde terminou na 10º posição.

## Biografia
Stefania é filha de emigrantes gregos e nasceu em Utreque, nos Países Baixos. A sua família é de Thourio, uma aldeia em Evros, no norte da Grécia, próxima da fronteira com a Turquia.  Desde 2018 até abril de 2021 teve um relacionamento com o cantor neerlandês Janes Heuvelmans, que participou no Festival Eurovisão da Canção Júnior de 2017. O tio de Stefania é o ator Yannis Stankoglou. A cantora mora nos Países Baixos e fala neerlandês, grego e inglês.

## Carreira artística

### The Voice Kids
Em 2013, Stefania participou na 3.ª temporada do show de talentos The Voice Kids dos Países Baixos. Após a prova cega, ingressou na equipa de Marco Borsato, mas foi eliminada na segunda rodada da competição. A seguir, ingressou no coro infantil «Kinderen voor Kinderen», do qual acabaria por sair dois anos depois.
| The Voice Kids performances and results | The Voice Kids performances and results | The Voice Kids performances and results | The Voice Kids performances and results |
| Etapa                                   | Canção                                  | Artista original                        | Resultado                               |
| --------------------------------------- | --------------------------------------- | --------------------------------------- | --------------------------------------- |
| Prova cega                              | "No One"                                | Alicia Keys                             | Entrou no Team de Marco Borsato         |
| Batalhas                                | "How"                                   | Nielson & Miss Montreal                 | Eliminada                               |

### Festival Eurovisão da Canção Júnior 2016

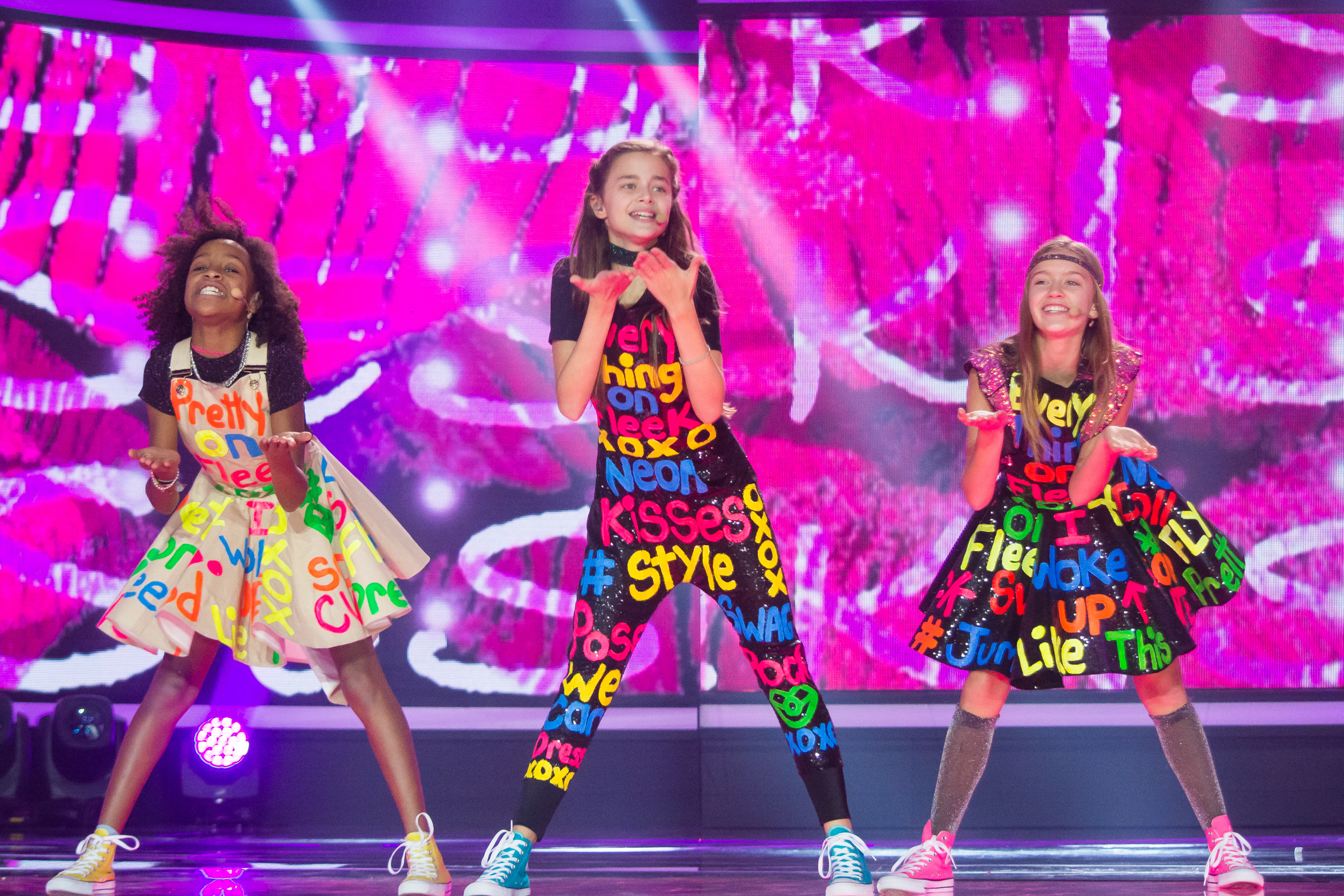
Liberakakis (centro) apresentando-se no Festival Eurovisão da Canção Júnior 2016

Em 2016, Stefania representou a Holanda no Festival Eurovisão da Canção Júnior 2016, como membro da banda «Kisses». O grupo conquistou o 8º lugar.

### Carreira como solista e atriz
Em 2018, Stefania lançou seu primeiro single «Stupid Reasons». No ano seguinte, lançou mais três: «Wonder», «I'm Sorry (Whoops)» e «Turn Around». A cantora ficou conhecida na Grécia em junho de 2019, após sua aparição no MAD Video Music Awards 2019, a fazer um cover da música «Con Calma» de Daddy Yankee, com Ilenia Williams e Koni Metaxa.
Em 2018, teve uma participação especial na série adolescente neerlandesa «Brugklas», no papel de Fenna. Também actuou nos filmes neerlandeses «Brugklas: De tijd van m'n leven» (2019), «De Club van Lelijke Kinderen» (2019, como uma cantora) e «100% Coco New York» (2019, como Lilly).

### Festival Eurovisão da Canção
No final de 2019, Stefania foi citada como uma possível candidata a representar a Grécia no 65.º Festival Eurovisão da Canção, que iria acontecer em Roterdão, nos Países Baixos. A 3 de fevereiro de 2020, a rádio e televisão pública da Grécia confirmou que Stefania havia, de facto, sido selecionada como a representante do país. Era suposto ela tocar a música «SUPERG!RL» na segunda semifinal em 14 de maio de 2020. Em 18 de março, a União Europeia de Radiodifusão (EBU) anunciou que a competição seria cancelada pela primeira vez devido à pandemia de COVID-19. No entanto, no mesmo dia a ERT anunciou que Stefania tinha mostrado interesse de representar o país na edição de 2021 da Eurovisão. Na quarta-feira, 10 de março, foi lançada a música «Last Dance», com a qual Stefania representou a Grécia no 65.º Festival Eurovisão da Canção, que decorrerou nos dias 18, 20 e 21 de maio de 2021, fazendo a apresentação na 2.ª semifinal.